# Большая Великоселька
Большая Великоселька — озеро в России, административно относится к Чистоозёрному району Новосибирской области.

## География
Большая Великоселька находится юго-восточнее озера Чебаклы, юго-западнее озера Чаны, в 2,5 км к северо-западу от ныне не существующего села Великоселька. Недалеко от него проходит железная дорога. Площадь озера — 3,21 км², площадь водосбора — 13 км².
Озеро находится на территории государственного биологического заказника областного значения «Юдинский».

## Фауна
На озере гнездится серый гусь. Места его гнездования — один из основных объектов охраны биологического заказника.

## Данные водного реестра
По данным государственного водного реестра России и геоинформационной системы водохозяйственного районирования территории РФ, подготовленной Федеральным агентством водных ресурсов:
- Бассейновый округ — Верхнеобский;
- Речной бассейн — бессточная область междуречья Оби и Иртыша;
- Речной подбассейн — отсутствует;
- Водохозяйственный участок — бассейн озера Чаны и водные объекты до границы с бассейном реки Иртыш. Код объекта в государственном водном реестре — 13020000511115200011161[3].